# Chissioua Handréma
Chissioua Handréma est un îlot non peuplé de Mayotte, appartenant administrativement à Bandraboua.

## Géographie
Il est situé dans le Nord de Mayotte et s'étend sur environ 800 m de longueur pour 330 m de largeur. Sa forme particulière (il ressemble à un poisson) se distingue particulièrement vue d'avion.